# Wilhelm Schafer
Wilhelm Schafer (Ottrau, Hessen-Nassau, 20 de janeiro de 1868 – Überlingen, 19 de janeiro de 1952) foi um contista alemão. Sua interpretação da vida é baseada no apego à terra e na educação patriótica. A sua obra Os 13 livros da alma alemã representa uma tentativa de interpretar a história do povo alemão, desde o antigo mito germânico até à Grande Guerra.
O trabalho de Schäfer consiste principalmente em contos e anedotas baseadas no modelo de Kleist e Hebels. Com o livro Treze Livros da Alma Alemã, que foi publicado em 1922 e glorificou a “Alma do Povo Alemão” , ele se tornou um dos mais populares autores folclóricos da República de Weimar e do tempo do Nacional-Socialismo.

## Trabalhos
- Fritz und Paul auf der höheren Bürgerschule. Berlin 1894
- Mannsleut. Elberfeld 1894
- Ein Totschläger. Elberfeld 1894
- Lieder eines Christen. Elberfeld 1895
- Jakob und Esau. Berlin 1896
- Die Zehn Gebote. Berlin 1897
- Gottlieb Mangold. Berlin 1900
- William Shakespeare. Zürich 1900
- Die Béarnaise. Berlin 1902
- Internationale Kunstausstellung Düsseldorf 1904. Düsseldorf 1904 (junto com Rudolf Klein)
- Der Deutsche Künstlerbund. Düsseldorf 1905
- Anekdoten. Düsseldorf 1907
- Der Niederrhein und das bergische Land. Stuttgart 1907
- Rheinsagen. Berlin 1908
- Die Halsbandgeschichte. München [u. a.] 1909
- Die Mißgeschickten. München [u. a.] 1909
- Der Schriftsteller. Frankfurt a. M. 1910
- Wie entstanden meine Anekdoten?. Dortmund 1910
- 33 Anekdoten. München [u. a.] 1911
- Der verlorene Sarg und andere Anekdoten. München [u. a.] 1911
- Karl Stauffers Lebensgang. München [u. a.] 1912. Hermann Hesse gewidmet online (2. Aufl.) – Internet Archive
- Die unterbrochene Rheinfahrt. München [u. a.] 1913
- Lebenstag eines Menschenfreundes. Berlin 1915
- Anekdoten und Sagen. Bern 1918
- Die begrabene Hand und andere Anekdoten. München 1918
- Erzählende Schriften. München
  - 1. Anekdoten und Novellen. 1918
  - 2. Rheinsagen. 1918
  - 3. Eine Chronik der Leidenschaft. 1918
  - 4. Lebenstag eines Menschenfreundes. 1918
- Lebensabriß. München 1918
- Drei Briefe. München 1921
- Frühzeit. Leipzig [u. a.] 1921
- Rheinische Novellen. Leipzig 1921
- Winckelmanns Ende. München 1921
- Die dreizehn Bücher der deutschen Seele. München 1922
- Der deutsche Gott. München 1923
- Flämmchenverse. Stettin 1924
- Das Lied von Kriemhilds Not. München 1924
- Die moderne Malerei der deutschen Schweiz. Leipzig 1924
- Urania. Stettin 1924
- Die Badener Kur. Stuttgart 1925
- Benno Rüttenauer zum siebzigsten Geburtstag. München 1925
- Die deutsche Judenfrage. München 1925
- Deutschland. Dessau 1925
- Hölderlins Einkehr. München 1925
- Jakob Imgrund. Chemnitz 1925
- Das Fräulein von Rincken. München 1926
- Huldreich Zwingli. München 1926
- Lebenstag eines Menschenfreundes. Berlin 1926
- Neue Anekdoten. München 1926
- Briefe aus der Schweiz und Erlebnis in Tirol. München 1927
- Huldreich Zwingli. Weimar 1927
- Rheinische Geschichten und anderes. Berlin 1927
- Albrecht Dürer. Chemnitz 1928
- Ludwig Böhner gibt sein letztes Konzert. München 1928
- Novellen. München 1928
- Sommerhalde. Chemnitz 1928
- Die Anekdoten. München 1929
- Ausgewählte Anekdoten. Hamburg 1929
- Der Hauptmann von Köpenick. München 1930
- Die rote Hanne. Düsseldorf 1930
- Der Dichter und sein Volk. Kassel 1931
- Das Frühstück auf der Heidecksburg. Eisenach 1931
- Das Haus mit den drei Türen. München 1931
- Wahlheimat. Frauenfeld [u. a.] 1931
- Das fremde Fräulein. Zehn Anekdoten. Insel, Leipzig 1931
- Die Fahrt in den heiligen Abend. Eisenach 1932
- Die Frau von Stein und andere Erzählungen. Breslau 1932
- Goethes Geburtshaus. Frankfurt a. M. 1932
- Auf Spuren der alten Reichsherrlichkeit. München 1933
- Deutsche Reden. München 1933
- Der Fabrikant Anton Beilharz und das Theresle. München 1933
- Der hartnäckige Taler oder Eine literarische Nacht in Berlin. Eisenach 1933
- Der deutsche Rückfall ins Mittelalter. München 1934
- Johann Sebastian Bach. Leipzig 1934
- Ein Mann namens Schmitz. München 1934
- Mein Leben. Rechenschaft. Berlin 1934
- Preußen und das Bismarckreich. München 1934
- Christophorusrede. München 1935
- Vom alten Blücher. Güstrow, Meckl. 1935
- Anckemanns Tristan. München 1936
- Der Dichter des Michael Kohlhaas. München 1936
- Die Handschuhe des Grafen von Brockdorff-Rantzau. Leipzig 1936
- Die Posthalterin zu Vöcklabruck. Eisenach 1936
- Die Quellen des Rheins. Berlin [u. a.] 1936
- Verhehltes Leben. Leipzig 1936
- Frau Hulla. Eisenach 1937
- Hermann W. Schäfer. München 1937
- Meine Eltern. München 1937
- Der Siegelring von Tirol. Eisenach 1937
- Der tapfere Maruck. Leipzig 1937
- Wendekreis neuer Anekdoten. München 1937
- Der Klosterbrauer. Leipzig 1938
- Mein Lebenswerk. München 1938
- Sechs Streichhölzer. Berlin 1938
- Der andere Gulbransson. Berlin [u. a.] 1939
- Elf Goethe-Anekdoten. Berlin 1939
- Jan Wellm. Saarlautern 1939
- Theoderich, König des Abendlandes. München 1939
- Aus der Zeit der Befreiungskriege. München 1940
- Der Enkel des Tiberius. Eisenach 1940
- Der falsche Fünfzigmarkschein. Überlingen 1940
- Hundert Histörchen. München 1940
- Johannes Gutenberg. Mainz 1940
- Bismarck. Köln 1941 (zusammen mit Otto Brües und Richard Euringer)
- Das dreifache Deputat. Weimar 1941
- Die Handschuhe des Grafen von Brockdorff-Rantzau und andere Anekdoten. Wiesbaden 1941
- Kleine Truhe. München 1941
- Maria Enderlins Heilung. Frankfurt am Main 1941
- Altmännersommer. München 1942
- Das deutsche Gesicht der rheinländischen Kunst. Ratingen 1942
- Goethesche Prüfung. München 1942
- Der Rebell von Freiburg. Gütersloh 1942
- Die silberne Hochzeit. Köln 1942
- Spätlese alter und neuer Anekdoten. München 1942
- Krieg und Dichtung. München 1943
- Wider die Humanisten. Eine Rede, gesprochen am 7. Mai 1942 in der Wittheit zu Bremen. Langen-Müller, München 1943
- Zwei Anekdoten. Leipzig 1943
- Zwei rheinische Erzählungen. Leipzig 1943
- Die Absonderung und das Gemeine. Straßburg 1944
- Der Gottesfreund. Kempen-Niederrh. 1948
- Rechenschaft. Kempen-Niederrh. 1948
- Die Biberburg. München 1950
- Das Halsband der Königin. Augsburg 1951
- Frau Millicent. Stuttgart 1952

## Literatura
- Wilhelm Schäfer. In: Das kleine Buch der Dichterbilder. Albert Langen / Georg Müller, Munique 1938, p.48 com fotografia. (= A pequena biblioteca )
- Städtische Wessenberg-Galerie Konstanz, Museum Giersch, Stadt Karlsruhe – Städtische Galerie: Arte e artistas nos países do Reno de 1900 a 1922 . Imhof, Petersberg 2013 ISBN 978-3-86568-951-1
- Karl Rick: Wilhelm Schäfer. Bonn 1914
- Karl Röttger (Hrsg.): Wilhelm Schäfer. München 1918
- Otto Doderer (Hrsg.): Bekenntnis zu Wilhelm Schäfer. München 1928
- Hans Lorenzen: Typen deutscher Anekdotenerzählung. Hamburg 1935
- Franz Stuckert: Wilhelm Schäfer. München 1935
- Conrad Höfer: Wilhelm Schäfer. Berlin
  - Band 1 (1937)
  - Band 2. Fortsetzungen, Ergänzungen, Berichtigungen. 1943
- Günther Kurt Eten: Wilhelm Schäfer. Borna-Leipzig 1938
- Karl Zaum: Wilhelm Schäfer. Düsseldorf 1938
- Josef Hamacher: Der Stil in Wilhelm Schäfers epischer Prosa. Bonn 1951
- Bernd Kortländer (Hrsg.): Wilhelm Schäfer. Düsseldorf 1992
- Sabine Brenner (Hrsg.) & Heinrich Heine-Institut Düsseldorf: „Ganges Europas, heiliger Strom!“ Der literarische Rhein 1900–1933. Ausstellungskatalog. Droste, Düsseldorf 2001 ISBN 9783770011414 (além de WS: Alfons Paquet , Herbert Eulenberg e outros)
- Wolfgang Delseit: Schäfer, Wilhelm. In: Neue Deutsche Biographie (NDB). Band 22, Duncker & Humblot, Berlin 2005, ISBN 3-428-11203-2, S. 515 f. (Digitalisat).